# Liste der Monuments historiques in Mesmont (Côte-d’Or)
Die Liste der Monuments historiques in Mesmont führt die Monuments historiques in der französischen Gemeinde Mesmont auf.

## Liste der Immobilien
| Bezeichnung          | Beschreibung | Standort                                       | Kennzeichnung | Schutzstatus   | Datum     | Bild |
| -------------------- | --- | ---------------------------------------------- | ------------- | -------------- | --------- | ---- |
| Domaine de la Serrée | schlossähnliches Landgut, Ende des 18. Jahrhunderts; mit Kapelle St-Jean-Baptiste, Wirtschaftsgebäuden, Parkanlage, romantischem Tal und Landschaftsgestaltung der angrenzenden Flächen | östlich des Ortes (13 rue de la Serrée) (Lage) | PA21000086    | Inscrit Classé | 2016 2022 |      |

## Liste der Objekte
| Bezeichnung                | Beschreibung                                                                                                 | Standort                        | Kennzeichnung | Schutzstatus | Datum | Bild |
| -------------------------- | --- | ------------------------------- | ------------- | ------------ | ----- | ---- |
| Skulptur Heiliger Sequanus | Kalkstein, farbig gefasst, Ende des 15. Jahrhunderts; möglicherweise aus dem Umfeld von Antoine Le Moiturier | in der Kirche St-Laurent (Lage) | PM21001470    | Classé       | 1919  |      |